# Iglesia de Santo Domingo de Silos (Millana)
La iglesia parroquial de Santo Domingo de Silos es un templo católico situado en la localidad española de Millana, perteneciente a la provincia de Guadalajara, en la comunidad autónoma de Castilla-La Mancha.

## Características

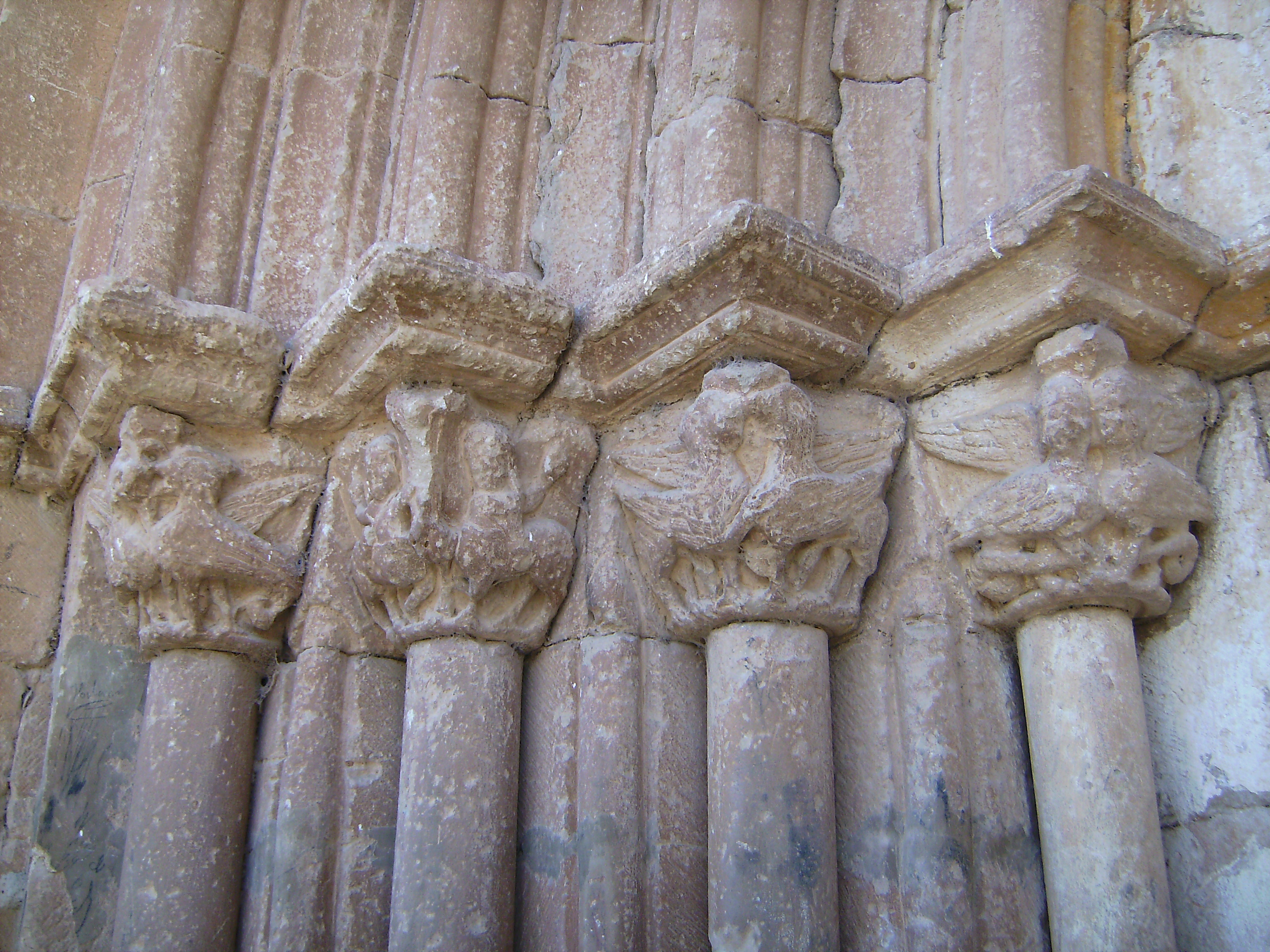
Capiteles románicos en una de las portadas

Presenta una planta con una sola nave en cruz latina y una torre campanario de planta cuadrangular.
De la primitiva construcción en estilo románico de la segunda mitad del siglo XIII la iglesia conserva dos portadas y parte de la sillería. En el siglo XVI sufrió una importante remodelación.
La iglesia parroquial fue declarada bien de interés cultural con la categoría de monumento el 23 de junio de 1992.